# Monasterio de San Pedro de Caserras
El monasterio de San Pedro de Caserras (en catalán: monestir de Sant Pere de Casserres) es un antiguo monasterio benedictino en el término municipal de Masías de Roda, en la comarca catalana de Osona (España). Se encuentra situado en la parte interior de un meandro muy pronunciado del río Ter, actualmente medio rodeado por el embalse de Sau.
El conjunto monacal que se hallaba casi en ruina se rehabilitó y se abrió al público en los últimos años del siglo XX. La restauración fue especialmente acentuada en el claustro y sus dependencias. Esta restauración se hizo siguiendo los criterios de anastilosis, es decir, recuperando columnas desplomadas y reorganizándolas en distintos puntos con la ayuda de elementos dispersos y partes rotas. Durante las obras pudieron reconocerse los mechinales empleados en origen para el apoyo de las vigas. El aspecto actual del claustro se debe a dicha restauración.

## Historia
Consta que en el año 1006, la vizcondesa Ermetruit de Osona-Cardona, junto con su nuera Engúncia, recaudaban dinero para la fundación del monasterio que querían convertir en el cenobio familiar. Finalmente fue Engúncia de Osona-Cardona quien pudo ver la consagración de la abadía en el año 1053, aunque ya estaba instalada una comunidad benedictina desde unos años antes. Fue lugar de enterramiento de este linaje y de otras familias nobles de la comarca, principales benefactores de la comunidad. Fue también lugar de retiro para algunas mujeres solas que venían a morir a San Pedro. Dejaban en herencia sus bienes a cambio de estar acompañadas en el momento de su fallecimiento.
En el año 1079, los vizcondes de Cardona unieron el monasterio a la abadía benedictina de Cluny, pasando a ser el centro administrativo de las posesiones de este monasterio en Cataluña, entre ellas el monasterio de San Ponce de Corbera. Las malas relaciones con el obispado de Vich, los terremotos y la despoblación hicieron que entrara en decadencia. 
Su prior Pere de Mataró estuvo preso en el palacio episcopal de Vich mientras un grupo de hombres saqueaban el monasterio. A partir de entonces comenzó a tener priores comendatarios. El primero de ellos fue Pero de Luna, futuro papa de Aviñón y de Peñíscola, Benedicto XIII en 1376.
En 1573, Felipe II de España, a petición de su entonces prior don Hernando de Aragón (futuro V duque de Vistahermosa), y con permiso de Gregorio XIII, unió el beneficio al colegio de Belén regido por la Compañía de Jesús en Barcelona, hasta que Carlos III en 1767 decretó la expulsión de esta orden. A partir de entonces, el cenobio quedó en manos de particulares hasta el año 1991 cuando el Consejo Comarcal de Osona adquirió el edificio. Entre 1994 y 1998 el Consell Comarcal junto con la Generalidad de Cataluña realizaron una reforma completa, respetando la estructura y el sistema de construcción original.
Fue declarado Monumento Histórico Artístico en el año 1931.

## Edificio
La iglesia de San Pedro es de planta cuadrangular, algo más ancha que larga, con tres naves separadas por dos pilares cruciformes que soportan los arcos torales. Están cubiertas las tres naves por bóvedas de cañón y acabadas cada una de ellas con un ábside semicircular, cubiertos con bóveda de cuarto de esfera. Estaban decorados con pinturas murales, que aún se pueden ver algunos fragmentos en su lugar.
En el exterior los ábsides están decorados al estilo lombardo, con un friso de arcuaciones ciegas y lesenas. El ábside central en lugar de arcuaciones tiene ventanas y un friso de dientes de sierra.
El campanario es de torre cuadrada y solamente de dos pisos. En el piso superior tiene dos ventanas de medio punto en cada lado. Su tejado es a cuatro vertientes.

## Claustro

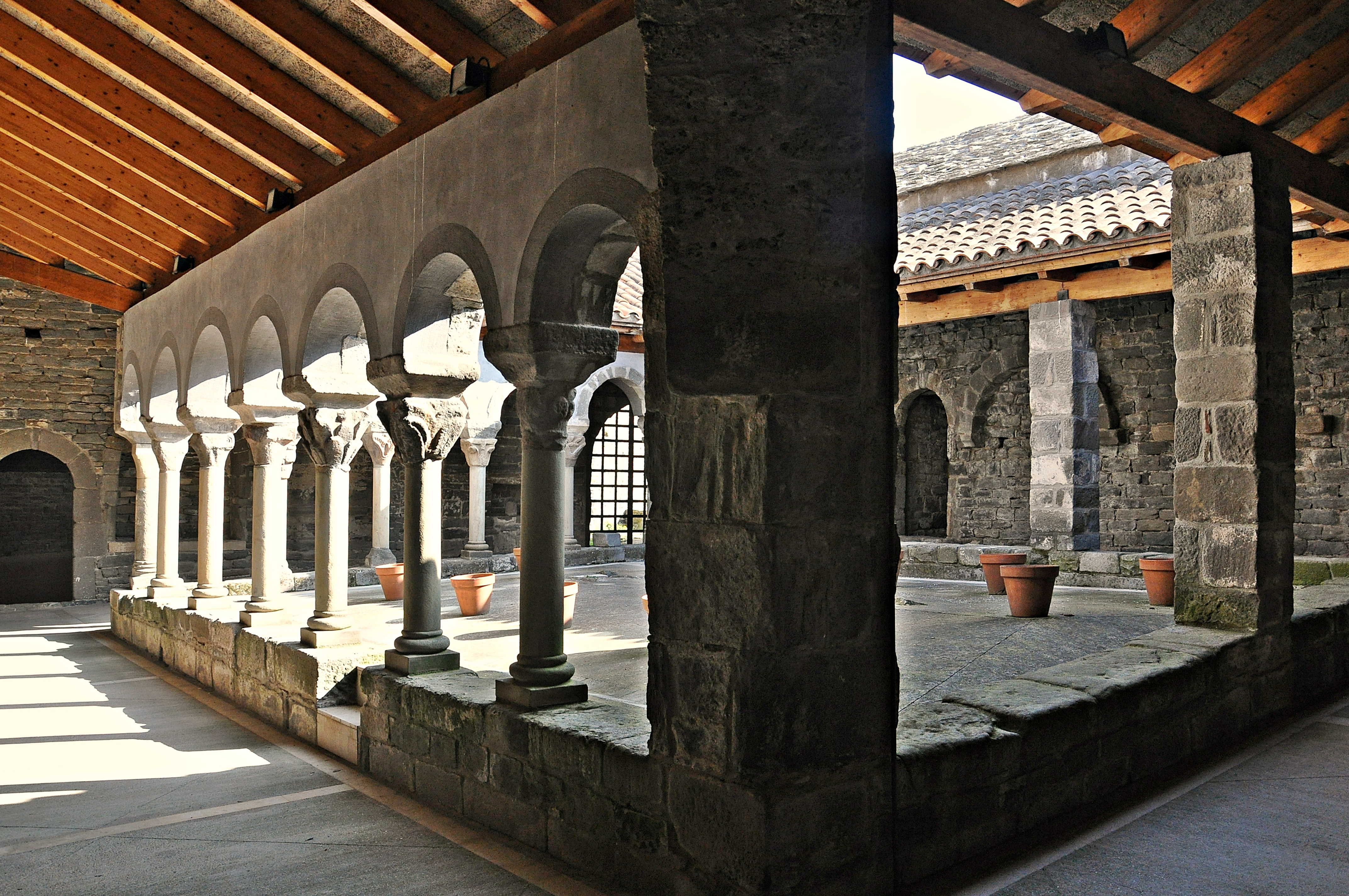
Claustro. Galerías este y sur con pilares cuadrados

El claustro es de planta rectangular. Las galerías norte y oeste están formadas por arcos de medio punto que descansan en columnas simples, cuyos capiteles (con ornamentación vegetal y geométrica poco elaborada) son réplica de los originales que fueron trasladados al Museo Episcopal de Vich. Sólo se dejó como muestra el que se encuentra en el ángulo noreste. Las columnas no descansan sobre un antepecho corrido (como en la mayoría de los claustros catalanes) sino sobre una plataforma que sobresale a poca altura sobre el suelo del patio. Otra excepción son las columnas simples de los ángulos, cuando lo más común es que se encuentres pilares o gavillas de fustes.
Las galerías este y sur están compuestas por pilares cuadrados y arquitrabe. Al dejar estos dos modelos distintos en las pandas o galerías se permitió demostrar las dos fases históricas de su construcción: la fase de su fundación y la que tuvo lugar después del terremoto de 1428. La panda este es la más antigua del edificio. A lo largo de este espacio se encuentran las siguientes dependencias:
- Escritorio-biblioteca, que tiene dos pisos; en el de arriba hay restos de pinturas.
- Sala capitular de dimensiones reducidas.
- Dormitorio abovedado y con dos puertas, una al este y otra al sur que comunicaba con las letrinas (hoy desaparecidas). Estas puertas son adinteladas y con tímpano liso.

El muro norte del claustro está pegado a la nave sur de la iglesia. En la reconstrucción se ubicaron aquí dos arcosolios funerarios. La panda sur acoge el refectorio cubierto con bóveda, más la cocina. En la panda oeste está la cilla y sobre ésta, en el segundo piso, la celda privada del abad. Se accedía a la cilla por un vestíbulo especial abierto en la base de la torre campanario.
Existió una hospedería que no estuvo anexa a la distribución del claustro sino que se encuentra distante, en un edificio exento, un poco al norte de la iglesia. Comprende dos plantas y sus muros son de mampostería.
En el Museo Episcopal de Vich se conservan algunos capiteles y dos sarcófagos, uno datado entre los siglos IX y X] y otro con el escudo de los Tavernet ( nobles enterrados en el monasterio). También se conserva una lipsanoteca de cristal del siglo XI y por último unos fragmentos de sus pinturas murales.